# Number Ones (album Abby)
Number Ones – kompilacja szwedzkiego zespołu ABBA wydana w 2006 przez Universal Music Group. Składanka zawiera największe hity ABBY. Wydanie międzynarodowe różni się od wydania brytyjskiego jedną piosenką tj. „Ring Ring”. Number Ones nazywany jest również reedycją płyty ABBA Gold: Greatest Hits.
W Polsce album osiągnął status złotej płyty.

## Lista utworów
Lista według Discogs:
1. „Gimme! Gimme! Gimme! (A Man After Midnight)”
2. „Mamma Mia”
3. „Dancing Queen”
4. „Super Trouper”
5. „SOS”
6. „Summer Night City”
7. „Money, Money, Money”
8. „The Winner Takes It All”
9. „Chiquitita”
10. „One Of Us”
11. „Knowing Me, Knowing You”
12. „Voulez-Vous”
13. „Fernando”
14. „Waterloo”
15. „The Name of the Game”
16. „I Do, I Do, I Do, I Do, I Do”
17. „Take a Chance on Me”
18. „I Have A Dream”